# Rieux-en-Cambrésis
Rieux-en-Cambrésis é uma comuna francesa na região administrativa de Altos da França, no departamento do Norte. Estende-se por uma área de 7.66 km². Em 2010 a comuna tinha 1 438 habitantes (densidade: 187,7 hab./km²).